# О Кван Су
О Кван Су (кор. 오 광수; 30 жовтня 1965) — південнокорейський професійний боксер, призер чемпіонату світу, чемпіон Азії і Азійських ігор.

## Аматорська кар'єра
1983 року став чемпіоном Азії.
На Кубку світу 1985 здобув три перемоги і завоював золоту медаль.
На чемпіонаті світу 1986 завоював бронзову медаль.
- В 1/16 фіналу переміг Роберта Ішасегі (Угорщина) — RSC 1
- В 1/8 фіналу переміг Скотта Олсона (Канада) — 5-0
- У чвертьфіналі переміг Марселіно Болівара (Венесуела) — 4-1
- У півфіналі програв Луїсу Роман Ролону (Пуерто-Рико) — 1-4

1986 року став чемпіоном Азійських ігор.
1987 року вдруге став чемпіоном Азії.
На Олімпійських іграх 1988 у першому бою програв Майклу Карбахалу (США) — 2-3.

## Професіональна кар'єра
У лютому 1990 року О дебютував на професійному рингу. 31 січня 1993 року після шести перемог кинув виклик чемпіону WBC у мінімальній вазі Рікардо Лопесу. У 9-му раунді отримав технічний нокаут і пішов у відставку.